# Amrop
Amrop (vor 2010: The Amrop Hever Group) gehört eine internationale Partnerschaft unabhängiger, inhabergeführter Personalberatungsunternehmen. Ihr Schwerpunkt liegt im Bereich Executive Search (Direktsuche von Fach- und Führungskräften). Weitere Beratungsfelder von Amrop sind Executive Development und Executive Education.

## Geschichte
Im Jahr 1991 schlossen sich Personalberatungsunternehmen aus verschiedenen Ländern (darunter die deutsche Delta Management Consultants GmbH), die primär im Bereich Executive Search/Direktsuche tätig sind, zur Hever Gruppe zusammen. Ihr Ziel war es, länderübergreifende Aufgabenstellungen partnerschaftlich zu bewältigen, dabei jedoch die Struktur von Einzelunternehmen beizubehalten. Im Jahr 2000 ging die Hever Gruppe in der neu gegründeten The Amrop Hever Group auf. 2010 wurde der Name in Amrop geändert.
Amrop ist heute mit 89 Büros in 57 Ländern vertreten, darunter auch in nahezu allen Ländern der CEE-Region. 2008 erwirtschaftete die Gruppe mit 302 Partnern einen Umsatz von 250 Mio. US-Dollar und beschäftigte 840 Angestellte.
In Deutschland war Amrop bis Dezember 2015 durch die Delta Management Consultants GmbH vertreten. Seit Januar 2016 ist die neue Amrop GmbH mit Büros in Berlin, Düsseldorf, Hamburg und München in Deutschland vertreten.

## Organisation
Alle Partnerunternehmen von Amrop sind unabhängige, inhabergeführte Unternehmen. Die Mitgliedschaft in Amrop ermöglicht es ihnen jedoch, ihre Dienstleistungen weltweit unter einem Namen anzubieten.
Die Gruppe wird von einem zentralen Executive Board in Brüssel geführt, das von einem Generalsekretariat unterstützt wird und allgemeine Prozesse sowie das Qualitätsmanagement steuert.
Die Beratungsarbeit von Amrop ist in internationalen Practice Groups organisiert, die sich aus den jeweiligen Spezialisten für eine bestimmte Branche zusammensetzen. Die 13 Practice Groups umfassen folgende Bereiche:
- Automotive & Industrial
- Board Appointments
- CleanTech
- Consumer Goods & Retail
- Energie, Versorger & Bergbau
- Familienunternehmen
- Financial Services
- Life Sciences & Healthcare
- Öffentlicher Sektor
- Professional Services
- Technology & Media
- Transport & Logistik
- Tourismus

## Berufsverbände
Amrop und alle ihre Mitgliedsunternehmen gehören dem Berufsverband Association of Executive Search Consultants (AESC) an.